# 第8裝甲師 (德國國防軍)
第8裝甲師（德語：8. Panzer-Division）是納粹德國國防軍的一個裝甲師，起初為第3輕裝師（德語：3. leichte Division），後於1939年10月16日改編為第8裝甲師，曾參與過第二次世界大戰 的諸多重要戰役，包括法國戰役、巴爾幹戰役、巴巴羅薩作戰等。